# 崔普慈
崔普慈（655年—718年5月18日），房山郡博陵县（今河北省衡水市安平县）人，唐中宗李显妃嫔，新都公主生母。

## 生平
嗣圣元年（684年），崔普慈被册封为才人，不久唐中宗被武则天废掉帝位发配房陵，崔普慈因为得到武则天的知晓赏识，成为武则天的女官。武周建立后，崔普慈加封夫人名号。可能在武则天退位后，崔普慈以宫廷女官的身份出宫。开元六年岁次戊午四月十四日（718年5月18日），崔普慈在长安县敦义里私人住宅中去世，虚岁六十四，同年五月甲午朔廿一日甲寅（718年6月23日）葬于京兆高阳原。丧葬料理没有得到皇室任何关照，由崔普慈的外孙武仙官操持。

## 世系
崔普慈的墓志志文记载她是房山博陵人，一如志文所言“门承阀阅，地处簪缨”，也是在强调博陵崔氏的门第身份。西安碑林博物馆研究馆员张婷认为，墓志中称崔普慈家族“冠盖传族，延徽卿相之门”，不能完全认为是攀附之言，可能崔普慈就是出自博陵崔氏一支衰落的房支，这也可以解释志文不载她父祖辈的名讳谱系的原因。从目前所见的文献及已有相关研究成果来看，唐代选入皇宫或王府的女性大略有名门显贵之女、普选的良家女以及获罪没入宫廷之女三种身份，崔普慈比较可能属于第二种。